# Lycorea cleobaea
Lycorea cleobaea är en fjärilsart som beskrevs av Jean Baptiste Godart 1819. Lycorea cleobaea ingår i släktet Lycorea och familjen praktfjärilar. Inga underarter finns listade i Catalogue of Life.